# Tríada de Elefantina

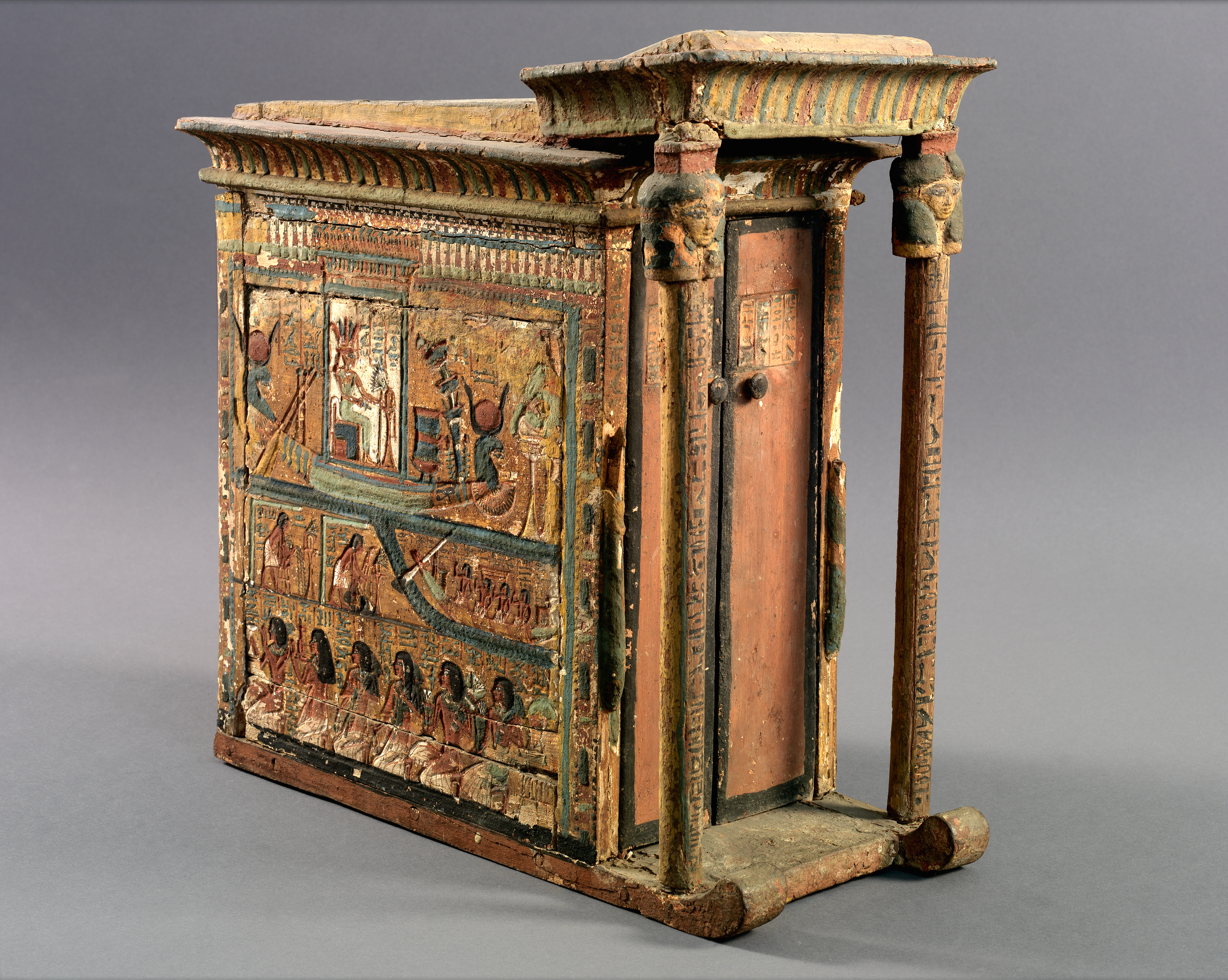
Naos votivo con trineo y pronaos sostenido por columnas hathóricas, dedicado por el artesano Kasa a la tríada de Elefantina. Museo Egipcio de Turín.

La tríada de Elefantina, en la mitología egipcia es el conjunto formado por los tres dioses Jnum, Satet (Satis) y Anuket (Anukis), protectores de la antigua ciudad egipcia de Elefantina, situada en una pequeña isla homónima en el río Nilo, frente a Asuán. 
Jnum, reconocible por su cabeza de carnero, es un dios creador, dios de las cataratas y junto a su esposa, la diosa Satet, reconocible por sus cuernos de gacela, asociada a la inundación, la fertilidad y el amor, son los padres de Anuket, asociada a los placeres y la lujuria, diosa de la Primera Catarata, que tenía su importancia porque era el lugar en donde el río se hacía no navegable.
Satet impide que el nivel de inundación sea demasiado bajo y Anuket la regula si se supera un cierto nivel.
Como dioses protectores, eran venerados en templos de los que aún quedan restos, el templo de Jnum y el de Satet en la propia isla de Elefantina y el Templo de Anuket en la cercana isla de Sehel.